# Ashley Moody
Pour les articles homonymes, voir Moody.
Ashley Moody, née le 28 mars 1975 à Plant City (Floride), est une avocate et femme politique américaine. Membre du Parti républicain, elle est procureur général de Floride de janvier 2019 à janvier 2025. Moody est nommée au Sénat en janvier 2025, en remplacement de Marco Rubio, devenu Secrétaire d'État.

## Biographie

### Jeunesse et études
Le père de Moody, James S. Moody Jr. (en), est juge fédéral et sa mère est avocate. Son frère, James S. Moody III, est aussi juge en Floride, nommé par le gouverneur Ron DeSantis.
Ashley Moody fait ses études à l'université de Floride, puis à l'université Stetson (en) où elle obtient un diplôme en droit.

### Carrière judiciaire et politique
En 2016, Moody, candidate du Parti républicain, est élue juge pour la première fois et devient la plus jeune juge de l'État. 
En avril 2017, elle démissionne de ses fonctions de juge pour annoncer en juin sa candidature à l'élection de 2018 pour le poste de procureure générale de Floride, pour laquelle elle reçoit le soutien de la sortante Pam Bondi. En août 2018, elle remporte la primaire républicaine contre Frank White, élu à la Chambre des représentants de Floride. Elle remporte ensuite l'élection générale du 6 novembre contre le démocrate Sean Shaw.
Quand le gouverneur républicain de Floride, Ron DeSantis, se déclare candidat à l'investiture républicaine pour l'élection présidentielle de 2024, Moody lui apporte son soutien, au détriment de Donald Trump, lui aussi candidat. Elle fait campagne avec DeSantis jusqu'à son retrait de la course et choisit alors de soutenir Trump, devenu le grand favori.

### Sénatrice de Floride
Le 16 janvier 2025, le gouverneur Ron DeSantis la choisit pour occuper le siège au Sénat de Marco Rubio, quand il sera confirmé au poste de secrétaire d'État et ce jusqu'à une élection spéciale en 2026. Elle prend ses fonctions le 21 janvier 2025.